# Centrul de perfecționare a cadrelor de conducere din întreprinderi
Centrul pentru perfecționarea cadrelor de conducere din întreprinderi din București, căruia i s-a dat acronimul CEPECA, a fost înființat pe baza unui acord tripartit dintre Guvernul român și două Agenții specializate ale ONU, Programul Națiunilor Unite pentru Dezvoltare (PNUD) și Biroul Internațional al Muncii (BIM). Acordul a fost semnat la Geneva, la data de 30 iulie 1967. Negocierile dintre Guvernul României și ONU au început în anul 1966 prin intermediul Ministerului Afacerilor Externe (Adjunct al Ministrului Mircea Malița), iar semnarea acordului a fost condiționată de crearea oficială a Centrului printr-o Hotărâre a Consiliului de Miniștri (emisă în ianuarie 1967). O contribuție deosebită la crearea unei astfel de instituții, reprezentând o premieră a cooperării cu ONU, au adus-o Vasile Blajovici, vice-președinte al Consiliului de Miniștri, și Petre Lupu, președinte al Comitetului de Stat pentru Muncă și Salarii (CSMS). Oficial, Centrul pentru perfecționarea cadrelor de conducere din întreprinderi și-a început activitatea la 1 aprilie 1967, odată cu numirea conducerii Centrului: director Ion A. Niculescu, iar directori adjuncți Vlad Necșulescu și Paul Constantinescu.

## Istoric
Crearea Centrului de Perfecționare a Cadrelor de conducere din Întreprinderi la 1 aprilie 1967, s-a produs într-o perioadă în care, în urma reluării relațiilor comerciale cu țările din vestul Europei și cu Statele Unite, a permis o modernizare a mijloacelor de producție, o diversificare și îmbunătățire a produselor și o creștere a productivității muncii, prin introducerea a noi metode de organizare și conducere a întreprinderilor. În același timp s-a trecut la înlocuirea conducătorilor întreprinderilor și ai proceselor de producție, cu specialiști selecționați nu numai după criterii politice, ci considerând de asemenea pregătirea lor universitară și tehnică drept criterii de bază pentru promovarea lor în posturi de conducere. Totodată, se simțea nevoia de a le permite acestora accesul la experiențele, metodele și tehnicilor de organizare și dirijare a întreprinderilor, altele decât acelea care le fuseseră oferite în ultimii aproape 20 ani de la naționalizarea mijloacelor de producție și introducere a sistemului de economie central planificată, de către cooperarea cu „țările socialiste“. Contactele, din ce în ce mai frecvente, atât cu agențiile specializate ale ONU cât și cu centre de afaceri din țări cu economie de piață, au dat posibilitatea responsabililor români să fie informați despre sistemele de perfecționare și pregătire a conducătorilor unităților economice din „țările capitaliste“ și despre mijloacele de care dispuneau aceștia pentru perfecționarea lor continuă.
Printre organizațiile internaționale care din anii 1960 ofereau asistență țărilor membre în domeniul „Managementului“ se număra și Organizația Națiunilor Unite (ONU) care, prin intermediul agenției sale specializate Biroul Internațional al Muncii (BIM, cu sediul la Geneva) o oferea la cerere membrilor săi. Dintre țările socialiste, cele care au folosit acest tip de asistență încă din anul 1957 au fost Iugoslavia și Polonia care, folosind ajutor financiar și tehnic din partea ONU pe o durată de trei ani, cu asistența experților internaționali, au creat câte un Centru de Management pentru perfecționarea cadrelor de conducere din întreprinderile lor.
Destinderea relațiilor Est-Vest a permis și o îmbunătățire a relațiilor cu ONU și cu agențiile sale specializate, la care au contribuit acțiunile reprezentanților României în aceste organizații. Datorită rolului pe care adjunctul ministrului Afacerilor Externe, Mircea Malița, l-a avut în promovarea bunelor relații cu ONU, încă din anul 1966 discuțiile cu ONU și cu BIM au condus la convingerea guvernului de a organiza în România un Centru pentru perfecționarea conducătorilor din întreprinderi (în același timp, se duceau de către BIM discuții și cu guvernele Ungariei și Bulgariei, pentru crearea unor centre similare). Tratativele au fost materializate într-un acord tripartit între Guvernul român, Programul Națiunilor Unite pentru Dezvoltare, (PNUD - o agenție specializată ONU, care se ocupa de finanțarea proiectelor de asistență ONU), și BIM. Acest acord a fost semnat la Geneva, în ziua de 30 mai 1967, de către reprezentanții acestora : Petre Lupu, președinte al „Comitetului de Stat pentru Muncă și Salarii“ (CSMS), administratorul PNUD și David Morse, director general al BIM.
În prealabil, pe baza unei Hotărâri a Consiliului de Miniștri emisă la începutul anului 1967, și la care au contribuit în mod deosebit Vasile Blajovici, vice-președinte al Consiliului de Miniștri și Petre Lupu, beneficiind și de responsabilitățile politice ale acestora, se înființa „Centrul pentru pregătirea cadrelor de conducere“, cu sediul în București, o instituție postuniversitară, sub conducerea CSMS, care avea drept scop principal perfecționarea și pregătirea cadrelor de conducere din unitățile economice. Toate ministerele urmau să se conformeze prevederilor acestei hotărâri și să oblige pe conducătorii întreprinderilor de sub tutelă să participe la programele centrului. Odată cu acceptarea de către ONU a candidaturilor la conducerea viitoarei instituții, la 1 aprilie 1967 s´a completat HCM cu numele conducerii Centrului : Ion A. Niculescu, director, Vlad Necșulescu și Paul Constantinescu directori adjuncți.

## Obiective
Acordul, încheiat pe o durată de cinci ani, prevedea crearea unei instituții postuniversitare cu regim rezidențial, care, folosind experiența practică a experților ei, selecționați printre conducătorii ministerelor și întreprinderilor și asistați de un grup de experți internaționali, recrutați la propunerea BIM, urmau să elaboreze o serie de programe de inițiere, pregătire și perfecționare în domeniul metodelor moderne de organizare și conducere a întreprinderilor. Acordul prevedea și dotarea Centrului cu o unitate de calcul electronic destinată pregătirii specialiștilor pentru folosirea calculatoarelor în procesul de luare a deciziilor și conducerii proceselor de producție, prevedere care prezenta o noutate în proiectele de asistență PNUD/BIM în acest domeniu.
Structura organizatorică a Centrului, programele cursurilor de pregătire, perfecționare și specializare, precum și strategia de asigurare a resurselor necesare activității, au fost concepute și implementate în principal de către directorul Centrului, Ion A. Niculescu. Pe baza planurilor elaborate de acesta, directorii adjuncți și experții principali, care aveau rolul de șefi ai catedrelor de specialitate, au elaborat, cu sprijinul experților internaționali, detaliile tehnice necesare pentru definitivarea programelor analitice ale cursurilor, scrierea și multiplicarea cursurilor, elaborarea materialelor didactice și a planurilor pentru proiectarea aplicațiilor pilot în întreprinderi.
Principalele obiective ale Centrului erau :

### Pregătirea specialiṣtilor - experți ai Centrului
HCM din ianuarie 1967, prevedea pentru constituirea corpului de specialiști – experți ai Centrului, obligația principalelor ministere economice de a pune la dispoziția CEPECA un număr de cadre de conducere cu bogată experiență în domeniul organizării și conducerii întreprinderilor, inclusiv specialiști în domeniul informaticii, cadre care erau la curent cu problemele și situația din întreprinderi, inclusiv posibilitățile existente de rezolvare a acestora. S-a evitat recrutarea cadrelor didactice din sistemul universitar, care, la acea dată, se ocupau doar teoretic de predarea cunoștințelor în domeniul Managementului și nu erau în contact permanent cu situația reală din întreprinderi.
În special, informatica și mai ales programarea calculatoarelor electronice nu figurau în programa analitică a instituțiilor de învățământ superior. Experții CEPECA pentru acest domeniu erau recrutați dintre specialiștii recomandați prin realizările lor practice în utilizarea calculatoarelor electronice în cercetarea științifică, proiectarea obiectivelor industriale și aplicațiile tehnice sau economice în întreprinderi.
Experții implicați în activitatea didactică urmau să fie instruiți pentru folosirea unor metode didactice adecvate scopului Proiectului CEPECA („perfecționarea adulților“ - metode participative, discuții de grup, studii de cazuri, tehnici și mijloace audio-vizuale, etc.) și inițiați în noile metode de organizare a producției, a muncii și a conducerii întreprinderilor, prin intermediul experților internaționali, a viitoarelor vizite de studii și stagiilor de perfecționare în străinătate, oferite de ONU în cadrul acordului. 
Cunoașterea unei limbi străine - franceza sau engleza, de preferat ambele – era considerată esențială pentru o mai bună cooperare a expertului român cu omologul său expert internațional.
Pentru elaborarea și adaptarea la necesitățile cadrelor din întreprinderi a programelor de perfecționare, Centrul a fost obligat să-și pregătească un corp didactic propriu specific acestor programe de perfecționare:

#### Specialiṣtii CEPECA în Conducere ṣi Organizarea Întreprinderilor
Conform prevederilor acordului privind programele de specialitate ale Centrului ṣi recrutarea experților internaționali ṣi a omologilor lor români, au fost stabilite următoarele discipline: Conducere generală, Organizarea producției, Studiul Muncii, Amplasarea utilajelor ṣi Transportul intern, Conducerea sectorului financiar-contabil, Marketing (pentru prima dată în țară s-a acceptat această denumire, considerată în acea vreme „capitalistă“), Conducerea Personalului, Sistemul informațional.
Colectivele de experți în conducerea și organizarea întreprinderilor își desfășurau activitatea sub coordonarea directorului adjunct Vlad Necșulescu.

#### Specialiṣtii în Informatică de la CEPECA
Dotarea Centrului cu o „Unitate de Calcul electronic“, a necesitat pregătirea specialiṣtilor în acest domeniu: Analiṣtii de Sisteme, Programatorii, Tehnicienii pentru exploatarea ṣi întreținerea Unităților centrale ṣi a perifericelor calculatorului IBM 360-Model 40, oferit de ONU. Pregătirea specialiṣtilor s-a putut realiza cu asistența experților internaționali BIM, a specialiṣtilor IBM, precum și prin stagii de specializare în străinătate (Anglia, Franța, Germania Federală, Austria, Belgia, Suedia), asigurate de bursele ONU ṣi IBM.
Colectivele de experți în informatică își desfășurau activitatea sub coordonarea directorului adjunct Paul Constantinescu.

### Perfecționarea Cadrelor de Conducere ṣi a Șefilor de servicii din Întreprinderi
Obiectivul principal conform HCM era perfecționarea cadrelor de conducere ṣi a ṣefilor de servicii din întreprinderi. Odată cu venirea experților internaționali ṣi a pregătirii experților români, s-au putut organiza activitățile prioritare ale Centrului în acest domeniu, începând cu data de 6 septembrie 1967. Structura și calitatea cursurilor s-a ameliorat în anii următori, 1968 ṣi mai ales în anii 1969 ṣi 1970. 
Pentru crearea condițiilor prevăzute în acord privind caracterul rezidențial al programelor ṣi 
metodelor didactice specifice instruirii adulților, de la data semnării acordului s-a depus la Centru o intensă activitate de pregătire. În primul rând s-a pus la dispoziția Centrului un complex de clădiri care au fost amenajate pentru asigurarea condițiilor optime de funcționare, de la amenajarea ṣi dotarea sălilor de cursuri cu mobilier ṣi mijloace audio-vizuale ṣi de traducere simultană, la amenajarea pavilioanelor destinate dormitoarelor pentru cursanți (camere cu două paturi pentru bărbați, garsoniere pentru femei), care permiteau cazarea a 300 persoane/zi, ṣi la modernizarea restaurantului pentru a asigura de trei ori pe zi mesele cursanților ṣi personalului permanent al Centrului. Centrul fiind situat în afara oraṣului, în mijlocul unui parc care asigura liniṣtea ṣi condițiile necesare studiului intens, s-au organizat mijloacele de transport pentru a asigura deplasarea personalului și cursantilor din oraṣ la sediul Centrului.
Primele programe au fost cele adresate directorilor de întreprinderi, directorilor de producție, directorilor finaciari-contabili, directorilor comerciali ṣi ṣefilor de servicii responsabili cu organizarea ṣi studiul muncii. Programele cuprindeau trei module cu durata de la trei la patru săptămâni, corespunzătoare a trei cicluri, pentru a permite cursanților să nu lipsească prea mult din întreprindere, aceștia fiind obligați ca pe durata cursurilor să nu părăsească Centrul, cu excepția sfârṣitului de săptămână. 
- Modulul I era un modul teoretic, dedicat studiului individual ṣi de grup;
- Modulul II era dedicat Studiilor de Caz, Jocurilor de Întreprinderi, studiului ṣi discuțiilor de grup ṣi definirii Proiectului individual de aplicații din întreprinderea de unde provenea cursantul;
- Modulul III era dedicat prezentării ṣi definitivării Proiectului individual, cu recomandări pentru aplicare.

Pauzele dintre cele trei cicluri aveau o durată de douä luni, aṣa ca astfel de programe sä se desfăṣoare pe o durată de 7 luni.
Cursurile de perfecționare foloseau atât cursanților, cât ṣi experților Centrului, pentru informarea reciprocă privind problemele de rezolvat din întreprinderile proprii, a soluțiilor pentru rezolvarea lor ṣi a multiplicării Studiilor de caz, ca material didactic al Centrului.
De la nivelul directorilor de întreprinderi, programele s-au aplicat ṣi diversificat la nivelul subalternilor lor, ṣefii de serviciu, care astfel aveau cunoṣtință de aceleṣi metode ṣi tehnici, facilitând astfel aplicarea ṣi adaptarea lor la nevoile întreprinderilor proprii.
La cererea ministerelor, au fost organizate seminarii de scurtă durată pentru directorii departamentelor ṣi direcțiilor, pentru a fi informați despre programele directorilor din întreprinderile subordonate lor, pentru a încuraja ṣi aplica proiectele individuale finalizate la terminarea cursurilor în întreprinderile respective.

### Pregătirea ṣi Perfecționarea în Informatică a specialiṣtilor din întreprinderi
După punerea în funcțiune a Unității de calcul, în curriculumul programelor destinate conducătorilor din întreprinderi au fost prevăvute (în cuprinsul Modulului II) ore de introducere în Informatica pentru Management, despre analizele de sisteme și programele de aplicare, precum și privind Studiile de caz, cu aplicații la calculator, pentru a-i informa despre noile tehnici și despre aplicarea informaticii în viața întreprinderilor. Aceste lecții au fost predare de către directorul adjunct Paul Constantinescu.

### Consultanță în Management pentru Întreprinderile Pilot ṣi pregătirea consultanților
La înființarea CEPECA, între obiective nu era și cel de a deschide o școală de consultanță în management. Ideea de a introduce consultanța între programele predate a apărut pe parcurs, ca urmare a solicitărilor primite din partea întreprinderilor de a primi asistență în diferite proiecte (dovadă a existenței necesității acestui tip de serviciu). Ceea ce se dorea era să se creeze un loc unde să poată fi instruite în probleme de management (sau în organizare și conducere, pentru a utiliza limbajul vremii) persoanele relevante din cadrul ministerelor economice, centralelor și întreprinderilor industriale.Între cursurile avute în vedere se numărau Conducerea generală, Organizarea producției, Marketing, Sistemul informațional etc. De la bun început planul era de a aduce la CEPECA un număr de specialiști, recomandați de ministerele cu profil economic, care să fie instruiți de experții internaționali ce urmau să fie atrași în proiect. Ulterior, specialiștii români urmau să asigure pregătirea managerilor înscriși la cursurile CEPECA. Desigur, o problemă atât în cadrul programelor de pregătire în conducere dar și în cadrul programului de consultanță o constituia faptul că multe dintre noțiunile predate aveau semnificație doar la nivel teoretic pentru cursanții români, deoarece nu puteau fi înțelese corect sau puse în practică fără modificarea principiilor de funcționare a economiei socialiste. Aplicarea acestor cunoștințe ar fi presupus modificarea conducerii și organizării întreprinderii în care lucrau. A apărut astfel o piedică importantă în calea dezvoltării profesiei de consultant în România. Proaspeții consultanți, deși aveau o pregătire specifică adecvată, aveau prea puțin ocazia să-și pună în practică abilitățile dobândite.

## Resursele – financiare, umane și materiale – ale Centrului
Pentru realizarea obiectivelor noului Centru acordul tripartit prevedea punerea la dispozitie a acestuia resursele necesare care, pe durata de cinci ani ai acestui acord (1 iunie 1967 – 31 mai 1972), trebuiau să permită realizarea acestuia în cele mai bune condițiuni. Recomandările Biroului Internațional al Muncii (BIM/Geneva), care era responsabil pentru executarea prevederilor acordului, erau foarte exigente în ceea ce priveau condițiile care trebuiau să fie asigurate pentru desfășurarea activității: regim rezidențial, localizare în afara orașului, într-un parc dacă era posibil, unde cursanți să se izoleze, pe durata cursurilor, de cadrul și atmosfera întreprinderii și să se concentreze asupra activităților didactice și schimburilor de experiență din contctele cu colegii lor.
Pentru satisfacerea prevederilor Guvernului de perfecționare a cadrelor de conducere din întreprinderi la acea vreme, erau necesare eforturi deosebite pentru asigurarea resurselor umane și materiale unei instituții unice în România caree era creată pentru a asigura condițiile optime de formare și perfecționare a cadrelor de conducere din întreprinderile economice, (nu și din administrația de Stat, așa cum au deformat și denumirea și obiectivele ei, unii dintre cei care au mai pretins o existență CEPECA, după desființarea ei la 10 octombrie 1971, după cum se va arăta mai jos).
Cele trei părți semnatare ale acordului s-au angajat să contribue la resursele Centrului.

### Contribuția PNUD
În toate proiectele de asistență ale Organizației Națiunilor Unite este generalizată asocierea Programului Națiunilor Unite pentru Dezvoltare, care este agenția specializată responsabilă de finanțarea fondurilor puse la dispoziție pentru realizarea proiectelor de dezvoltare aprobate.
Pentru Centrul de Perfecționare a Cadrelor de Conducere din Întreprinderi contribuția PNUD a fost de 2,85 milioane dollari SUA (la data încheierii acordului), fonduri care erau repartizate astfel:
- Salariile Șefului de proiect BIM, ale experților internaționali (pentru activități pe termen lung - 1 la 3 ani -) și ale specialiștilor internaționali (pentru intervenții pe termen scurt ):

- Procurarea unui Calculator electronic din generația a 3-a și a celor mai performante echipamente periferice, pentru care s-a prevăzut suma de 850 mii dolari SUA :

- Fonduri pentru vizitele de studii și burse de perfecționare în străinătate a specialiștilor români;

- Dotarea Centrului cu : mijloace audio-vizuale pentru activitatea didactică; aparatură pentru traducerile simultane; procurarea de documentație internațională de specialitate  pentru bibliotecă; procurarea unui autoturism (pentru Șeful de Proiect) și a trei microbuze (pentru transportul experților internaționali și deplasările cursanților și specialiștilor Centrului în întreprinderi).

#### Unitatea de calcul electronic

Sala calculatorului electronic IBM 360/40

Pentru prima dată PNUD/BIM acordau asitență financiarä ṣi tehnică procurării de echipamente de calcul electronic în cadrul proiectelor destinate perfecționării conducerii întreprinderilor. Proiectele celor trei centre organizate simultan în România, Ungaria ṣi Bulgaria, prevedeau achiziționare acestor echipamente, țărilor respective fiindu-le recomandat calculatorul din generația a 2-a produs de firma ICL din Marea Britanie.
România a optat însă pentru calculatorul IBM 360/40 din generația a 3-a, iar până la darea în funcțiune a Unității de Calcul, CEPECA a organizat două grupe de programe teoretice pentru pregătirea specialiṣtilor din întreprinderi în Informatica pentru conducere. 
Deși raportul comisiei Enslein, angajată de PNUD pentru indicarea tipului de calculator pentru centrele de perfecționare din România, Ungaria și Bulgaria, prevedea achiziționarea de calculatoare ICL, conducerea CEPECA a hotărât să comunice la PNUD un punct de vedere propriu, justificat cu argumente tehnice, privind dorința României de ca Centrul de perfecționare a cadrelor de conducere din întreprinderi din București să fie dotat cu un calculator IBM 360/40. 

Sala echipamentelor de pregătire a datelor

Acest punct de vedere a fost elaborat de expertul principal Ioan Georgescu, care l-a depus în luna Octombrie 1967 la sediul PNUD din Geneva și l-a susținut în Noiembrie 1967. Punctul de vedere al CEPECA a fost aprobat de PNUD după negocieri care au durat o săptămână, fiind astfel deschisă calea spre realizarea unor programe de instruire situate la cel mai înalt nivel al tehnicii calculatoarelor și informaticii din acel moment.
După punerea în funcțiune a Unității de calcul, în curriculumul programelor destinte conducătorilor din întreprinderi au fost introduse (în cuprinsul Modulului II) ore de introducere în Informatica pentru Management, despre analizele de sisteme și programele de aplicare, precum și privind Studiile de caz, cu aplicații la calculator, pentru a-i informa despre noile tehnici și despre aplicarea informaticii în viața întreprinderilor.

#### Alte echipamente și materiale asigurate prin contribuția PNUD
Pentru a asigura dotarea Centrului cu tot ceea ce este necesar desfășurării în bune condițiuni a activității prevăzute prin acordul tripartit, PNUD a contribuit cu achiziționarea echipamentelor audio-vizuale și pentru traducere simultană, precum și a echipamentelor pentru tipografia Centrului și pentru reproducere grafică.
De asemenea, au fost asigurate prin contribuția PNUD materiale documentare necesare elaborării cursurilor: cărți și abonamente la revistele de specialitate.

### Contribuția BIM
Aceasta agenție specializată ONU, cu sediul la Geneva, era responsabilă pentru executarea obiectivelor Proiectului, ei revenindu-i sarcina de a coopera cu conducerea română a Centrului, prin intermediul Șefului de Proiect, care era subordonat Departamentului „Management Development“ din sediul central BIM de la Geneva. În cadrul contribuției BIM la proiect, BIM era responsabil de :
- Cu acceptul guvernului, BIM recruta experții internaționali (pe termen lung), și pe specialiștii, pe termen scurt, care interveneau în programele Centrului. Inițial au fost prevăzute 12 posturi de experți pe termen lung (de la 1 an la 3 ani) și un important număr de luni/om pentru specialistii pe termen scurt (1 – 2 săptămâni : directori, profesori din institutele internaționale de Management și Universități), invitați pentru intervenții punctuale la diversele programe de specialitate ;

- Organizarea, la propunerea directorului Centrului și cu acordul Departamentului Management Development din BIM - Geneva, a Vizitelor de studii și a Burselor de perfecționare în străinătate a specialiștilor Centrului.

#### Experții internaționali la CEPECA
Biroul Internațional al Muncii a selectat, împreună cu conducerea Centrului, experți internaționali de prestigiu care să colaboreze cu experții români la elaborarea programelor analitice, la redactarea cursurilor de specialitate, la organizarea discuțiilor în grupe și la întocmirea studiilor de caz. Activitatea experților internaționali a asigurat, de asemenea, informarea omologilor lor români asupra celor mai recente dezvoltări apărute în domeniile lor de specialitate, permițând astfel o continuă actualizare a materialelor de curs și menținerea acestora la cele mai înalte niveluri de calitate profesională.

### Contribuția Guvernului României
De la 1 aprilie 1967 și până semnarea acordului de la Geneva, la 30 mai, Guvernul a hotărât locul unde își va avea sediul noua instituție, care cu unele modificări corespundea exigențelor ONU. Pe centura orașului, în comuna Otopeni, pe strada Odăi, nr. 20, unde se găsea complexul de clădiri care era ocupat de un centru de instruire a activiștilor de partid din regiunea București, au început amenajările ce se impuneau pentru adaptarea acestora la condițiile viitorului Centru. Complexul dispunea la data începeri lucrărilor, 1 iunie 1967, de trei mari corpuri de clădiri principale, (unul central, destinate programelor de instruire și două aripi adiacente, comunicând cu corpul central, destinate dormitoarelor pentru bărbați), o cl . . . 

#### Clădirea Unității de Calcul electronic
În complexul de clădiri din Șoseaua Odăii nr.20, care a fost pus la dispoziție de statul Român pentru a servi drept spații pentru activitățile CEPECA, nu se afla nici o posibilitate de amenajare a unei clădiri existente pentru a corespunde cerințelor unui centru de calcul electronic destinat formării de specialiști în informatică.
De aceea, în toamna anului 1967, s-a hotărât construirea unui local nou, la nivelul cerințelor stabilite prin acordul cu Organizația Internațională a Muncii și în conformitate cu standardele internaționale din acel moment. Proiectul a fost încredințat Institutului Proiect București, autorii acestuia fiind Mircea Dima, arhitect șef, și Romeo Iliescu, inginer șef pentru instalații. Coordonarea proiectului a fost realizată de Ioan Georgescu, expert principal CEPECA pe probleme de calcul electronic.
Pentru a se documenta în vederea aplicării celor mai avansate soluții de proiectare, colectivul Dima-Iliescu-Georgescu a efectuat o deplasare de documentare în Franța, unde a vizitat centrul de calcul din Paris al societății Électricité de France și centrul de calcul al Comisariatului Francez pentru Energie Nucleară de la Saclay. Deplasarea a fost sprijinită direct de către Dl. Lassère Bigory, director pentru Franța al Biroului Internațional al Muncii.
Autorii proiectului au stabilit următoarele cerințe pe care clădirea trebuie să le satisfacă:
1. să permită organizarea unui flux direct al activităților de bază: pregătirea datelor, organizarea lanțurilor de lucrări, controlul corectei utilizări a facilităților oferite de sistemul de operare, executarea lucrărilor și returnarea rezultatelor;
2. să asigure cursanților și vizitatorilor vizionarea sălilor de echipamente și observarea desfășurării fluxurilor de lucrări, fără a permite accesul acestora în sălile operaționale ale centrului de calcul și a perturba activitatea curentă a personalului de specialitate;
3. să asigure condițiile impuse pentru buna funcționare a echipamentelor: aer condiționat și alimentare neîntreruptă cu energie electrică;
4. să se prevadă un sistem de prezentare automată (video și audio) a organizării și funcționării CEPECA, având ca obiectiv final creșterea eficienței activității unităților productive prin integrarea managementului cu informatica;
5. să asigure cursanților o bună documentare în informatică, prin prevederea unei biblioteci de specialitate în incinta clădirii;
6. să fie prevăzute în clădirea centrului de calcul sălile de curs pentru activitatea de instruire și perfecționare a cursanților la programele de informatică;
7. să fie prevăzute utilitățile necesare pentru funcționarea continuă a echipamentelor de calcul electronic: instalația de aer condiționat, instalația de mare putere pentru alimentarea neinteruptibilă cu energie electrică, instalația de avertizare și protecție împotriva incendiilor.

La întoarcerea delegației din vizitele de documentare, proiectul tehnic (care a respectat toate cerințele menționate) a fost elaborat în timp record de numai 10 zile. A fost deosebit de apreciată de către toți specialiștii străini și vizitatorii CEPECA, inclusiv cei de la firma IBM, soluția dată de expertul CEPECA Ioan Georgescu privind crearea unui coridor de vizitare suspendat pentru satisfacerea cerințelor prezentate la pct.2 de mai sus. Execuția lucrărilor a început imediat sub conducerea inginerului Ștefan Răileanu de la Întreprinderea de Construcții-Montaje pentru Industria Chimică. Lucrările de construcții și instalații au fost terminate și recepționate la finele anului 1968, iar instalarea, testarea și punerea în funcțiune a echipamentelor de calcul a fost finalizată în luna ianuarie 1969.

#### Biblioteca
Fondurile puse la dispoziție de către PNUD pentru achiziționarea de cărți și publicații de specialitate au fost folosite cu grijă, pentru a se putea pune la dispoziția cursanților cele mai actuale materiale documentare necesare pentru acoperirea tematicii din programele analitice. Titlurile publicațiilor au fost stabilite de către conducerea Centrului pe baza propunerilor primite de la experții români și internaționali.
Deoarece era esențial ca pregătirea experților în informatică să fie compatibilă cu tipul de calculator care urma să fie achiziționat, pentru a se putea pregăti corespunzător cursurile și a se putea realiza progrese în perfecționarea specialiștilor proprii, expertul principal Ioan Georgescu a donat Centrului biblioteca sa tehnică personală, cuprinzând peste 1500 rapoarte de cercetare care reflectau soluțiile conceptuale și detaliile de realizare a calculatoarelor din familia de generația a 3-a IBM 360.

## 6. Programele de perfecționare și pregătire
Activitatea oficială CEPECA a început la 6 septembrie 1967, cu un Seminar privind aplicarea noilor norme de Muncă, susținut de specialiști din CSMS, la care au participat șefii de Serviciul Organizarea Muncii din ministere. Odată cu sosirea primilor experți internaționali BIM, s-a trecut la pregătirea programelor de perfecționare în domeniul Conducerii generale a întreprinderilor. Colectivul Unității  de Prelucrare Automată a Datelor a inițiat pregătirea unor programe teoretice, în așteptare procurării calculatorului electronic și terminarea construcției noului imobil în care acesta urma să fie instalat. Programele CEPECA au fost elaborate cu asistența experților Internaționali BIM de către omologii lor români și adaptate cerințelor din ce în ce mai numeroase ale ministerelor economice. În cei 4½ ani de funcționare a Centrului programele s-au diversificat, fiind adresate unor grupuri de interese ale întreprinderilor și ministerelor de resort. După darea în exploatare a Unității de Prelucrare Automată a Datelor și perfecționarea specialiștilor-experți români prin stagii de specializare și vizite de studii în străinătate, începând din anul 1969 tipurile de programe s-au diversificat și au continuat (până când CEPECA a fost transferată la Academia Ștefan Gheorghiu), pentru următoarele grupe de specialitate:

### 6.1. Programele de perfecționare în conducerea și organizarea întreprinderilor
Primele programe au fost cele adresate directorilor de întreprinderi, (P1), cele adresate directorilor de producție, directorilor finaciar-contabili și directorilor comerciali (P2) și cele adresate șefilor de servicii responsabili cu organizarea și studiul muncii (P3). Programele cuprindeau trei module cu durata de la trei la patru săptămâni, corespunzătoare a trei cicluri, pentru a permite cursanților să nu lipsească prea mult din întreprinderi, deoarece aceștia erau obligați să nu părăsească Centrul pe durata cursurilor, cu excepția sfârșitului de săptămână.
- Modulul I era un modul teoretic, dedicat studiului individual și de grup;
- Modulul II era dedicat Studiilor de Caz, Jocurilor de Întreprinderi, studiului și discuțiilor de grup și definirii Proiectului individual de aplicații din întreprinderea de unde provenea cursantul;
- Modulul III era dedicat prezentării și definitivării Proiectului individual, cu recomandări pentru aplicare.

Pauzele dintre cele trei cicluri aveau o durată de una la două luni, așa ca astfel de programe să se desfășoare pe o durată de la minimum 3, la maximum 5 luni.
Cursurile foloseau atât cursanților, cât și experților Centrului, pentru informarea reciprocă privind problemele de rezolvat din întreprinderile proprii, a soluțiilor pentru rezolvarea lor și a multiplicării Studiilor de caz, ca material didactic al Centrului.
De la nivelul directorilor de întreprinderi, programele s-au aplicat și diversificat la nivelul subalternilor lor, șefii de serviciu, care astfel aveau cunoștință de aceleași metode și tehnici, facilitând astfel aplicarea și adaptarea lor la nevoile întreprinderilor proprii.
La cererea ministerelor, au fost organizate seminarii de scurtă durată pentru directorii departamentelor și direcțiilor din ministere, pentru a fi informați despre programele directorilor din întreprinderile subordonate lor, pentru a încuraja și aplica proiectele individuale finalizate la terminarea cursurilor în întreprinderile respective.
Vlad Necșulescu, director-adjunct, până la sfârșitul primului semestrial anului 1971 (înlocuit de Mihai Dumitrescu) a coordonat organizarea și dezvoltarea principalelor programe de perfecționare în conducerea întreprinderilor, care au fost :
Programul P1: Conducere generală (General management), adresat directorilor de întreprinderi, elaborat de colectivul de specialiști român (inițiai) format din Eugen Ivan, Ion Tomescu, Sabin Cosma, Petre Anton, Miron Popescu, Corneliu Russu, cu contribuția lui Enrico Pauli, Șeful de proiect BIM și a expertului internațional (pe termen scurt), Paul M'haenni; acestora li s-au alăturat ulterior noi specialiști români: Constantin Chelărescu, Antoniu Pop, Stelian Popescu, Adrian Popescu, Sergiu Caster și Anton Tabachiu, (primul expert român în Psihologia Muncii).

Prima serie (octombrie 1967 - mai 1968) de absolvenți ai programului de Conducere Generală
Programul avea o durată de 4 luni în trei cicluri, (cele trei Module), cu două luni pauză între cicluri. Cursurile teoretice prezentau aspectele esențiale ale Conducerii: planificare (obiective, strategii și politici, luarea deciziilor), organizare (structura, relațiile ierarhice, descentralizarea autorității, organizarea eficientă), personal (selecție, evaluarea performanțelor, conducătorul întreprinderii și perfecționarea organizării), conducerea (motivare, comunicare), control (sistemul și procesul controlului, controlul tehnic și informația tehnologică, planificarea și controlul producției, controlul performanțelor, controlul preventiv) și funcțiile întreprinderii. Intervențiile teoretice erau însoțite de studii de caz, de discuții în grup, de schimburile de experiență între participanți și analiza situației existente în întreprinderile de unde aceștia proveneau. 
După perfecționarea experților români prin bursele de specializare și vizitele în străinătate, precum și prin diversificarea contactelor cu instituții și universități din Vest, conținutul programului s-a îmbunătățit continuu. În urma detalierii intervențiilor teoretice din Modulul I, în Modulul II se efectua o completare cu prezentarea situațiilor din întreprinderile de unde proveneau cursanții și se selecta tema unui Proiect individual. Modul III era dedicat prezentării Proiectului individual, discuțiilor în grup și finalizării acestuia. La terminarea programului, fiecare participant primea un atestat de absolvire în care se specifica și Tema Proiectului individual. Conducerea CEPECA informa ministerele de resort despre rezultatele proiectelor individuale, cu recomandarea de a crea condițiile pentru implementarea acestora. După intrarea în exploatare a Unității de Prelucrare Automată a Datelor, participanții la acest program au fost inițiați și în Informatica pentru Management și aplicațiile pe calculator.
Programul P2, destinat directorilor de departamente din întreprinderi : Producție, Finanțe-Contabilitate, Comercial. Ca și Programul P1, și aceste programe cuprindeau trei module cu pauze între cele trei cicluri, finalizate cu prezentarea proiectelor individuale. Durata lor varia între 3 și 4 luni. Toate programele P2 prezentau în Modulul I o introducere în Conducerea generală (funcțiile conducerii).
1. Programul P2: Organizarea Producției, a fost organizat de colectivul Organizarea Producției format la început  (1967-68) din Constantin Marin (transferat din 1970 la CSP), Corneliu Rebedea, Petre Morărescu, Virgil Bîrsănescu, Izu Grosu, Petre Orănescu, Pavel Podjevin, Teodor Morărescu. O contribuție deosebită la acest program au adus-o experții internaționali BIM: John Webb, profesor la London Business School, care timp de doi ani a inițiat pe omologii săi români în tehnicile și metodele de amplasare a utilajelor în procesul de producție și transportul uzinal, și Roger Landslay (francez), specialist în Organizarea și Studiul Muncii. Modulul I prezenta detailat funcția principală a Producției, insistând asupra metodelor de organizarea producției, planificării produselor, organizarea sistemului de amplasarea utilajelor, transportul uzinal, calitatea produselor, controlului, întreținerii etc. și aspectele umane ale producției (condițiile de muncă, securitatea la locul de muncă). Și în acest program participanții erau obligați să elaboreze un Proiect individual.

1. Programul P2: Gestiunea Financiar-contabilă, destinat directorilor financiar-contabili din întreprinderi și a fost elaborat, în colaborare cu un expert internațional BIM (francez) de colectivul inițial (1967) condus de Dan Onicescu, Ion Crăciun, completat în 1968, cu Ion Subțirelu și Nicolae Popescu. Programul nu putea decât să respecte Sistemul Național Contabil (copie a celui din fosta URSS), dar a reușit totuși să contribuie la îmbunătățirea tehnicilor contabile și la eficientizarea serviciilor contabile din întreprinderi.

1. Programul P2: Organizarea și Gestiunea Comercială. În numărul experților internaționali BIM era inclus și acela de expert în Marketing, pe durata de 4 ani. Primul expert a fost un francez, care a activat 1 an în cadrul proiectului și care, împreună cu omologii săi români Virgil Pascu, Ovidiu Popescu, Constantin Popescu și Mircea Herescu, au pregătit primul program de pregătire din România într-una dintre funcțiunile principale ale întreprinderii, gestiunea comercială (Marketing). Primul program a fost implementat în anul 1968, fiind mult apreciat de primul lot de 20 participanți. Expertul francez a fost înlocuit apoi de un expert italian, Claudio Balestrino, care a activat în cadrul proiectului trei ani, până în toamna anului 1971. Programele din acest domeniu au fost perfecționate, colectivul activând cu multe intervenții de consultanță în întreprinderile din care proveneau participanții și, în mod special, la cererea Ministerului Industriei Ușoare, la Fabrica de Confecții București și la organizarea magazinului universal Cocorul din capitală.

1. Programul P2: Gestiunea Personalului. Această activitate era de domeniul directorilor și șefilor de cadre, selecționați după criterii politice. În programele destinate directorilor și șefilor de servicii, printre subiectele abordate în Modulul I, se prezentau, de către expertul Petre Anton, unele aspecte privind factorii care afectează selecționarea personalului (procesul, tehnicile și instrumentele de selecție), orientarea noilor angajați, aprecierea performanțelor, formularea unui plan de perfecționare a personalului, motivarea acestuia. Intervențiile unui expert internațional BIM specialist în Personnal Management, profesor la British University of Technology din Bristol (Anglia) și participarea lui Petre Anton la un program de specializare în Anglia (2 luni durată) în acest domeniu, au condus la elaborarea acestui program, pentru experimentarea căruia s-a profitat de vizita la CEPECA, în toamna anului 1970, a senatorului Chilian, Thomas Pablo, (președinte al Parlamentului), aflat într-o vizită oficială la invitația Marii Adunări Naționale. El a fost însoțit de deputații Roșu, Director al Secției Cadre din Comitetul Central al PCR și de Maria Groza. Cu această ocazie oaspeții au fost informați despre activitățile CEPECA și, desigur, și de programul elaborat privind gestiunea Personalului, dar care încă nu fusese implementat. Informat de directorul CEPECA, Roșu a fost de acord cu aplicarea lui experimentală pentru un număr de 18 directori ai Direcțiilor de Cadre din ministere. Succesul avut de acest program la nivelul acestor directori, a condus la aplicarea sa la nivelul Directorilor și a Șefilor de Cadre din întreprinderi; primul program adresat acestora a demarat în ianuarie 1971.

Programul P3: Studiul Muncii, adresat Șefilor serviciilor de Organizarea Muncii și a Normelor de muncă, a constituit o prioritate a programelor noului Centru, problema îmbunătățirii Normelor făcând obiectul unui HCM din 1967. Acest program a putut fi pregătit de primul expert internațional BIM, recrutat în septembrie 1967, Roger Lanslay (francez), mare specialist în acest domeniu și dotat cu calități didactice excepționale. În cei doi ani care a activat la CEPECA, el a reușit să constituie un colectiv competent de omologi români, Ion Unguru, Ion Tudor, Jean Ṭăpoi, Radu Chira, Gheorghe Rangu, completat în anul 1968 cu Ion Andone, Virgil Anghelescu, Mihai Berinde, Mihai Paraschivescu, Cornel Bojenescu și Paul Neacșu. Programul, care cuprindea trei module cu o durată de 6 luni, cu pauză de 2 luni între module, a fost unul dintre cele mai solicitate și care a avut un impact pozitiv privind activitatea participanților în întreprinderile din care proveneau.

### 6.2. Programele de pregătire și perfecționare în Informatică
CEPECA a reprezentat, în istoria informaticii din România, acel areal în care, în perioada 1967-1990, un grup de specialiști români și străini animați de o dinamică proprie, au pus bazele informaticii profesionale în România. CEPECA a organizat, pentru prima dată la nivel național și pe scară largă, cursuri de formare și specializare privind: analiști-proiectanți de sisteme informatice, programatori software, programatori de sistem, șefi de proiecte informatice, șefi servicii de proiectare–programare-implementare–exploatare sisteme informatice, directori de centre de calcul, cursuri care au reprezentat suportul real de dezvoltare a informaticii pe plan național și o provocare constantă de reactualizare a curiculei universitare.
Începând cu luna septembrie 1967, au fost organizate cursuri teoretice de pregătire în informatică pentru personalul din întreprinderi având pregătire de bază compatibilă cu profilul necesar activităților din viitoarele centre de calcul. Aceste cursuri aveau o durată de 4 săptămâni și se desfășurau pe două discipline de bază: analiza de sisteme și programarea calculatoarelor. La ambele cursuri, s-au prevăzut lecții introductive privind descrierea structurii și funcționării calculatoarelor electronice din cea de a 3-a generație. Cursurile erau în întregime susținute de experții principali români.
Era prevăzut ca, după darea în funcțiune a Unității de prelucrare automată a datelor, participanții la aceste seminarii să revină la CEPECA pentru a urma cursurile de perfecționare și specializare care erau menite să permită cursanților însușirea de cunoștințe profesionale avansate, utilizabile în proiectarea și implementarea efectivă pe calculator a aplicațiilor necesare întreprinderilor din care proveneau. Fiecare cursant trebuie să elaboreze fie proiecte reale (analiștii), fie aplicații testate și rulate efectiv pe calculator (programatorii). Aceste cursuri de specializare au început în luna februarie 1969 și au continuat neîntrerupt până la Desființarea Centrului și transferul parțial al activităților la Academia Ștefan Gheorghiu. Au fost organizate următoarele cursuri de specializare pe profilul de informatică, cu program continuu de organizare a seriilor de cursanți:
Cursuri de specializare pentru programatorii în Limbajul Assembler 360:
Aceste cursuri au reprezentat „bijuteria” CEPECA în materie de pregătire a informaticienilor. Concepția de avangardă a cursurilor îmbina predarea de la catedră a elementelor teoretice ale limbajului Assembler 360 (bazată pe mijloace vizuale ca planșe descriptive și proiecții de imagini), cu metoda de instruire asistată de calculator.
Cursurile aveau durata de 6 săptămâni. Inițial, erau predate noțiuni de elaborare a algoritmilor și a schemelor logice corespunzătoare, cunoștințe pe care fiecare programator trebuia să le aplice la elaborarea unui program. La începutul fiecărei săptămâni, elementele teoretice ale limbajului erau predate de către specialiștii colectivului de instruire Ioan Georgescu, Mircea Jean Bogdan, Cristian Vasiliu și Nicolae Damian-Iordache, apoi se distribuiau specificațiile modulului de program care trebuia să fie elaborat în mod obligatoriu de către fiecare cursant. Testările acestor programe erau efectuate de către un sistem de Instruire Asistată de Calculator, denumit EXASS. La începutul săptămânii următoare, cursantul primea de la calculator rezultatele testării modulului din săptămâna precedentă, însoțite eventual de mesajele de eroare, însoțite de detalii explicative, care îi ajutau să corecteze singuri programele. 
EXASS a fost primul sistem de instruire asistată de calculator elaborat în România. Conceput, programat și implementat, pe calculatorul IBM 360/Modelul 40, de către expertul principal Ioan Georgescu, sistemul era destinat formării de programatori care se confruntau cu aplicații de mari dimensiuni, imposibil de realizat de către programatorii singuratici, ci numai prin lucrul în echipă. Faptul că sistemul educa programatorii să respecte specificațiile de realizare ale modulelor, date ca exerciții obligatorii în programa de curs, reprezenta o noutate care avea să ajute la formarea unor specialiști compatibili cu cerințele realizării sistemelor informatice în "regim industrial". 
Deoarece sistemul efectua teste sintactice și semantice asupra programelor realizate de cursanți, s-a renunțat la orele de seminar, cursanții putând să evalueze singuri comportarea în execuție a programelor proprii pe baza mesajelor de eroare și a indicațiilor emise de sistem privind modalitatea de corectare.
Cursantul primea de la sistemul EXASS un credit, care consta dintr-un număr de 40 puncte de penalizare acceptate pentru toate cele 5 module module de programe obligatorii pe care cursantul trebuia să le supună sistemului pentru evaluare. La fiecare eroare detectată într-unul din programe, sistemul penaliza cursantul diminuând creditul cu un număr de puncte care depindea de gravitatea erorii: epuizarea creditului înainte de finalizarea cursurilor conducea automat la eliminarea cursantului respectiv. Cursantul era obligat de către sistem să prezinte toate cele 5 module de program până la terminarea cursului, deoarece lipsa unor module sau, eventual, epuizarea creditului, împiedicau eliberarea automată a adeverinței de absolvire.
Sistemul EXASS a fost utilizat la toate seriile de cursanți înscriși la programul de perfecționare în Limbajul Assembler 360 de la CEPECA, începând cu luna februarie 1969, totalizând un număr de 558 absolvenți specializați. Un singur cursant, din prima serie, a fost eliminat automat de către sistem din cauza consumării integrale a creditului înainte de finalizarea corectă a tuturor modulelor obligatorii ale sistemului de instruire.

Cursuri de specializare pentru programatorii în Limbajul FORTRAN:
Programatorii în limbajul FORTRAN erau pregătiți pentru a elabora programe orientate spre proiectarea tehnologică și cercetarea științifică, care presupuneau folosirea de calcule matematice care depășeau în complexitate simplele operații aritmetice obișnuite.
Ca și în cazul cursurilor pentru programatorii în limbajul Assembler 360, și la aceste cursuri erau predate inițial noțiunile de elaborare a algoritmilor și a schemelor logice corespunzătoare. Apoi, se preda sintaxa și semantica instrucțiunilor limbajului FORTRAN, însoțite de exemplificări specifice. Cursurile aveau o durată de 4 săptămâni și aveau în program efectuarea de exerciții și programe concrete, care erau rulate pe calculator. Acestea erau propuse de cursanți ca proiecte utile în unitățile economice din care proveneau.
Cursurile au fost concepute și predate de către Dan Farcaș, matematician principal, ajutat de Mariana Crișan, matematician principal, Mircea Cristescu și Marin Drăghici,  instructori. La aceste cursuri au fost pregătiți circa 350 cursanți.

Cursuri de specializare pentru programatorii în Limbajul COBOL:
Programatorii în limbajul COBOL erau pregătiți pentru a elabora programe orientate spre aplicațiile economice, care presupuneau folosirea de calcule matematice cu operații aritmetice obișnuite, dar care utilizau volume mari de date care trebuiau structurate în colecții de fișiere sau, eventual, în baze de date. În afară de predarea elementelor limbajului, cursurile abordau noțiuni legate de organizarea datelor, salvarea și arhivarea acestora. Aplicațiile pe calculator pe care cursanții erau obligați să le efectueze erau selectate din problematica economică reală a întreprinderilor, multe dintre aceștia fiind propuse chiar de cursanți.
Cursurile au fost concepute și predate de către Virgil Chichernea, matematician principal, ajutat de Eugen Popescu, Veronica Pop și Marin Alexandru Gheorghiu, programatori. La aceste cursuri au fost pregătiți circa 350 cursanți.

Cursuri de specializare pentru programatorii de sistem:
La aceste cursuri, care se organizau în funcție de solicitările concrete ale unităților economice interesate, erau admiși doar absolvenții cursurilor de programare în limbajul Assembler 360. Cursurile aveau un număr de maximum 5 cursanți, deoarece majoritatea cunoștințelor erau predate în contact direct cu echipamentele din sala calculatorului electronic, deși erau și lecții predate în sala de curs. Durata cursului era de 3 săptămâni. Cursurile erau predate în principal de către Nicolae Damian-Iordache, programatorul expert de sistem de la centrul de calcul CEPECA, ajutat de colegii săi Ion Costescu, Constantin Cârjan și Romulus Ivan.
La aceste cursuri au fost pregătiți circa 45 cursanți. 

Cursuri de specializare pentru analiști de sisteme informatice:
Cursurile pentru formarea și specializarea analiștilor de sisteme informatice conțineau cursuri care abordau următoarele capitole importante: clasificarea sistemelor informatice (după specializare, după localizarea datelor, după domeniul aplicativ, după poziția sistemului informatic în structura organizatorică a unității beneficiare, după activitatea pe care o automatizează), strategii de efectuare a analizei sistemului informatic (analiza ascendentă, analiza descendentă), fazele de elaborare a proiectelor de sisteme informatice (proiectarea de ansamblu, detalierea intrărilor, ieșirilor și funcțiunilor modulelor componente, elaborarea specificațiilor, elaborarea programelor, testarea și implementarea), organizarea și administrarea datelor, exploatarea și întreținerea sistemului.
Cursanții efectuau exerciții și proiecte, în majoritate bazate pe cazuri reale provenite din întreprinderile participanților. Cursurile erau concepute și predate de către Ion Stăncioiu, expert instructor principal, ajutat de către experții instructori Crișan Davidescu, Sandu Apostolescu, Viorel Jalbă, Aurica Greceanu, Alexandru Mănăilă și Vasile Velicu.

Cursuri de specializare pentru șefii de proiecte informatice:
Aceste cursuri nu aveau un caracter permanent, ele se organizau în funcție de solicitări. Erau admiși numai cursanți care absolviseră cursurile de specializare pentru analiștii de sisteme informatice. Programa cursului se concentra pe aspectele care vizau structurarea proiectului în funcție de caracteristicile sistemului proiectat, selectarea specialiștilor care alcătuiau echipa de proiectare și organizarea activității acestora. Durata cursurilor era de 3 săptămâni, în care cursanții trebuiau să elaboreze și un studiu de caz concret, legat de întreprinderea din care proveneau.

Alte activități ale specialiștilor Unității de Prelucrare Automată a Datelor: 
1. Colectivul de Analiză pentru aplicații și Serviciul de Programare aplicații P.A.D.  au participat la activitatea de consultanță în management pentru întreprinderile pilot (Uzinele Semănătoarea, Întreprinderea Policolor, Fabrica de Mobile Pipera și Fabrica de Confecții București), pregătirea consultanților acestora și, în continuare, elaborarea proiectelor de sisteme informatice și programarea de aplicații specifice.
2. Experții Ioan Georgescu și Nicolae Damian-Iordache au sesizat existența, în sistemul de operare IBM DOS v.21, a unor componente care provocau o importantă pierdere de performanță și s-au decis să rescrie modulele respective din sistem pentru a crește viteza sistemului. Deoarece era necesar ca aceste componente să fie integrate cu restul de componente ale sistemului, Ioan Georgescu a solicitat domnului Ralph Stafford să trimită la CEPECA sursa sistemului de operare. S-au primit cele 9 benzi magnetice care conțineau sursa sistemului, iar modificarea funcțională a avut loc cu succes. Noul sistem, IBM DOS v.21/CEPECA [11], [12] a realizat o viteză cu cca. 30% superioară celei a sistemului de operare original și a fost omologat de un delegat trimis special de la IBM-Poughkeepsie, New York. După 1 septembrie 1970, dată la care Ioan Georgescu a fost transferat la Institutul Central de Informatică, nou înființat, modificarea funcțională a sistemului de operare a fost continuată cu o componentă privind automatizarea evidenței fișierelor pe benzi magnetice și încheiată de către Nicolae Damian-Iordache, cu sprijinul colegilor săi Constantin Cîrjan și Ion Costescu [13].

### 6.3. Programele de pregătire a consultanților
Serviciului special de Cercetare și formare Consultanți, creat în cea de a doua jumătate a anului 1969, îi revenea responsabilitatea organizării și implementării acestor programe. Colectivul era condus de Eugen Ivan și experții Ion Andone, Pop Antoniu, Corneliu Russu, Mihai Berinde, Nicolae Popescu, cărora li s-au adăugat alți noi experți angajați ulterior, Petre Cadariu, Nicolae Oprea, Nicolae Faur, Nicolae Bogdan, Mircea Săulescu, Dan Agapescu, Rudolf Vindt și Marin Murărescu. Aceștia au preluat activitățile de consultanță din cele cinci întreprinderi-pilot, pe care le-au extins la alte întreprinderi, la cererea acestora.
Programele pentru Pregătirea Consultanților in Management, în urma solicitărilor mereu crescânde, s-au aprobat printr-un HCM de către guvern, în anul 1970, la propunerea Ministerului Muncii (fost CSMS), hotărâre care instituia și profesiunea de Consultant în Management. Programul, unic în România acelor timpuri, era astfel alcătuit încât, pe durata de 12 luni, trebuiau implementate trei Module: didactic (inițiere în noile metode și tehnici de conducere care făceau obiectul programelor CEPECA  P1, P2 si P3, inclusiv Inițierea în Informatica pentru management); practic (intervenții în întreprinderile-pilot pentru consultanță); proiect individual (elaborat de fiecare participant pentru întreprinderile de unde proveneau). La terminarea programelor și susținerea proiectului individual, participantul primea un atestat de Consultant în Management. Primul program, la care au participat 20 de reprezentanți ai ministerelor economice, a început la 1 ianuarie 1971 și s-a terminat la sfârșitul lunii decembrie 1971, la două luni după transferarea CEPECA la Academia Ștefan Gheorghiu.

### 6.4. Programele pentru pregătirea directorilor și specialiștilor centrelor departamentale
Rezultatele deosebite obținute în urma generalizării programele de perfecționare a cadrelor de conducere din întreprinderi a determinat guvernul să emită, în anul 1970, o Hotărâre privind înființarea Centrelor de perfecționare departamentale. Ministerele importante erau obligate să înființeze, după exemplu CEPECA, centre departamentale unde să fie perfecționate și formate cadrele de conducere din întreprinderile pe care le tutelau. Pentru pregătirea directorilor Centrelor departamentale privind organizarea și conducerea întreprinderilor acestora, CEPECA a creat un program special, cu durate de trei luni, iar pentru pregătirea experților instructori în domeniul metodelor și tehnicilor de conducere s-au folosit programele CEPECA P2 și P3. Centrele departamentale și-au început activitatea din cea de a doua jumătate a anului 1970.
Crearea la acea dată a Centrelor departamentale constituia o premieră, atât pentru România cât și pentru asistența ONU în acest domeniu, atât în țările din estul, cât și a celor din vestul Europei. Despre Centrele departamentale de Management s-a făcut multă publicitate, ele continuând să funcționeze și după desființarea Centrului CEPECA.
O mențiune deosebită merită o inițiativă comună a BIM-Geneva și a Ministerului Turismului. Impresionați de rezultatele obținute de proiectul CEPECA, conducătorii PNUD și BIM au oferit din nou asistență financiară și tehnică pentru un nou proiect tripartit – guvernul României, PNUD și BIM – pentru înființarea în București a unui Centru de pregătire și Perfecționare în conducerea Hotelurilor. Proiectului a fost elaborat în vara anului 1969 la Serviciul Hotel–Turism din sediului central BIM-Geneva, de către Șeful acestui serviciu, Barroncini. Acesta a participat și la pregătirea programelor de instruire a cadrelor de conducere și de specialitate ale viitorului Centru, care a funcționat în noul hotel-școală ce era în construcție în Piața Scânteii (astăzi Piața Presei libere). Programul prevedea trei module, (similar programul P1-CEPECA) și stagii în străinătate, în special la Centrul Internațional de Pregătire al OIM (Organizația Internațională a Muncii) din Torino.

## 7. Cooperarea internațională: Relații ṣi Programe speciale de cooperare
Cooperarea internațională dintre CEPECA și partenerii din alte țări s-a dezvoltat pe baza relațiilor cu agențiile specializate ONU (PNUD și BIM), precum și prin firma IBM (Oficiul Regional pentru Europa Centrală și de Est de la Viena). La diversificarea acestor relații de cooperare au contribuit și unele ambasade din București, cum au fost cele ale Statelor Unite, Marii Britanii, Franței, Italiei, Austriei. La sfârșitul anului 1969, CEPECA întreținea relații cu peste 60 instituții similare din lume: centre create cu asistența ONU, centre de management de pe lângă marile universități din țările din vestul Europei (Marea Britanie, Franța, Olanda, Belgia, Suedia, Austria) și din Statele Unite, cu institute de management, fundații, asociații de specialitate. La multiplicarea acestor relații au contribuit și legăturile stabilite de experții CEPECA în timpul stagiilor și vizitelor de studii în străinătate.
Ambasadorul Statelor Unite, Richard H. Davis, a donat Centrului cărți de specialitate, ca de altfel și ambasadorul Italiei și consilierul ambasadei Franței.  O delegație a Camerei Comunelor din Marea Britanie, condusă de Robert Sheldon, Membru al Parlamentului, Joel Barnett și lordul Frederick E. M. Pomnsoby; delegația parlamentarilor austrieci, condusă de Bruno Pittermann a vizitat CEPECA în luna mai 1970. Vizitele au contribuit la invitația conducerii și a experților Centrului în Marea Britanie, în februarie 1968 și martie 1970. O delegație CNOF (Comité National de l’Organisation française, din Franța) condusă de Henri Fayol, însoțit de Jacques Baruzy, délegué général, Yvan Delcourt, director comercial Luceat S.A.  și Rolande Caude, director general la École d´Organisation scientifique du Travail, au vizitat CEPECA în anul 1970. CEPECA devenise un loc preferențiat al vizitelor diverselor delegații străine, care ne vizitau țara pe baza dezvoltării relațiilor de cooperare din ce în ce mai frecvente, după anul 1969.
Acorduri de cooperare s-au stabilt cu British Institute of Management, (director general John Marsh), London Graduate School of Business Studies – Programul Sloan; (director de studii Charles Handy), cu Bath University of Technology din Bristol, (prof. E.H. Franck) cu YMCA, Center for International Management Studies, (director John C. O’Mellia), cu Centre d´Études Industrielles din Geneva, director Bogdhan Hawrylishyn,  cu Centrul de perfecționare al cadrelor de conducere - PNUD/BIM - din Bulgaria (director Prof. Patarinsky), ILO Center for International Training, din Torino (Italia), director Millne. Ca urmare a acestor acorduri au avut loc schimburi de experți (profesori) care au intervenit în unele programe ale centrului și au organizat stagii și vizite pentru experții Centrului, în instituțiile respective.
Printre programele internaționale organizate la CEPECA pe baza cooperării internaționale merită a fi menționate următoarele:
1. Cooperarea cu London Graduate School of Business Studies' stabilită prin contribuția deosebită a Prof. J. Weeb, care  din octombrie 1967 a fost expert internațional BIM la CEPECA și în urma vizitei în Marea Britanie a directorului CEPECA din februarie 1968. În perioada 20 – 31 mai 1968, zece studenți care urmau „The Sloan Fellowship Program”, însoțiți de directorul acestui program, Charles Handy, (durata 10 luni, destinat cadrelor superioare de conducere, care la absolvirea cursurilor obțineau calificarea de Master of Science (Msc), au vizitat România pentru a se informa despre sistemul economic, pregătirea cadrelor de conducere, stabilire de contacte cu managerii români și vizite în întreprinderi.

1. Seminarul organizat de BIM-Geneva în cooperare cu CEPECA, cu tema „Noi Proiecte PNUD/BIM de Management Development Training”, cu durata de două săptămâni, din prima jumătate a lunii octombrie 1969. La acest seminar au participat  20 persoane, directori și șefi de proiecte PNUD/BIM din diverse țări Bulgaria, Cipru, Grecia, Portugalia, Ungaria, Egipt, Etiopia, Algeria,  Directorul lui ILO International Training Center din Torino (Milne), directorul Management Development Department din BIM-Geneva, Wynne Roberts și doi colaboratori ai acestuia. Seminarul a pus în evidență, printre altele, succesele înregistrate de CEPECA în cei doi ani de existență și de eforturile guvernului român de a crea condiții optime pentru implementarea proiectului PNUD/BIM.

1. Seminarul organizat la inițiativa Oficiul Regional pentru Europa Centrală și de Est al IBM din Viena, furnizorul calculatorului electronic, în cooperare cu Karolinska University Hospital, din Uppsala (Suedia), Ministerul Sănătății și CEPECA, pe tema „Folosirii calculatoarelor electronice în activitatea și administrarea marilor spitale”. La seminarul care a durat o săptămână, din luna iunie 1970, au participat conducerea Ministerului  Sănătății (ministru Enăchescu) și directori din minister, directorii, administratorii și personalul medical superior din spitalele din București și marile orașe din țară, peste 60 persoane. Specialiștii IBM au prezentat ultimele aplicații ale programelor (software) folosite în administrația spitalelor, iar experți ai Clinicei universitare din Uppsala, au informat despre realizările lor in acest domeniu (organizarea și administrarea „băncii de sânge” pentru transfuzii, organizarea depozitelor de medicamente și gestiunea lor, evidența pacienților și a statisticilor maladiilor acestora, etc.). În urma acestui seminar, la cererea Ministerului Sănătății, CEPECA a cordat consultanță spitalului Fundeni.

1. În urma vizitei făcute la CEPECA, în vara anului 1969, de către John C. O’Mellia, director la YMCA – Center for International Management Studies (New York) și Marshall Robinson , Programme Officer in Charge, Higher Education & Research, la Ford Foundation, și a acordului perfectat la New York la 3 aprilie 1970 de directorul CEPECA, s-a programat o vizită de studii în România a unui grup de directori ai unor mari companii americane, pentru a se informa despre oportunitatea dezvoltării de relații de cooperare cu unele mari întreprinderi românești. Vizita a avut loc în perioada 27 septembrie – 8 octombrie 1971. Grupul american era format din opt persoane ( șase dintre ei însoțiți de soții): Samuel W. Jenkins, Asistent director Management Development la International Paper Company, (șeful grupului); Forrst R. Belcher, Manager Training and Development la Standard Oil Company (Indiana); Howard Berger, Manager Systems Analysis Section din cadrul Research Engineerind Division, XEROX ; D. N. Blackeslee, Rutgers University, Graduate School of Business Administration, New Jersey; J. H. Graflund, vicepreședinte Deere & Comp. ; Howard A. Mc Kinley, vicepreședinte al Continental Oil Company; Ralph Lamberson, Managing Director la International of Synthetic Rubber Producers, Inc. , New York; F. H. Wood, Director pentru Development Sales la compania Du Pont de Nemours, Geneva. La seminar au participat și secretarul cu probleme economice al ambasadei SUA la București, Joy Kenneth Katzen. Seminarul a permis participanților să ia cunoștință despre sistemul și programele de perfecționare a cadrelor, să cunoască sistemul economic, să viziteze unele din marile întreprinderi din capitală, să ia contact cu directorii unor întreprinderi similare din România, în vederea stabilirii de programe de cooperare bilaterală, să facă o vizită pe Valea Prahovei ; soțiilor li s-a organizat un program de vizite la muzeele din capitală. Toate cheltuielile necesitate de organizarea acestui seminar au fost suportate și decontate organizației YMCA, care a depus în contul CEPECA la Banca Națională suma de 50,000 dolari SUA.

1. Centrul nu a stabilit acorduri de cooperare cu instituțiile similare (dacă acestea existau) din țările din estul Europei și nici nu a folosit fondurile alocate de PNUD pentru burse și vizite de studiu ale personalului său, în aceste țări. La recomandarea BIM o delegație a Centrului PNUD/BIM de la Sofia a vizitat CEPECA în toamna anului 1969. La insistența CAER, Ministerul Muncii (ministerul de tutelă a Centrului) a acceptat organizarea unui seminar la care au participat reprezentanții instituțiilor similare din  Bulgaria, Cehoslovacia, Polonia, R.D. Germană, Ungaria și URSS, pentru un schimb de experiență. Timp de o săptămână, la CEPECA s-au desfășurat lucrările seminarului în luna octombrie 1970. La încheierea seminarului delegațiile URSS și Bulgariei au insistat ca astfel de întâlniri să devină periodice și să fie incluse pe agenda reuniunii miniștrilor muncii din cadrul CAER. Partea română a refuzat această propunere.

## 8. Rezultatele obținute în cei 4 ½ ani de activitate
Activitățile Centrului au făcut ca încă din primii ani de la crearea lui să fie apreciate atât de conducerea guvernului, cât mai ales de către ONU, care, după aprecierile PNUD și BIM, au considerat proiectul CEPECA ca unul dintre cele mai reușite ale timpului. Proiectul tripartit Guvern/PNUD/BIM a permis crearea primei Școli de Management modern din România, unde metodele și tehnicile moderne de Management, practicate și experimentate în marile Instituții universitare și private din țările vest europene și Statele Unite. El a permis crearea într-un timp relativ scurt pregătirea unui corp de experți români experimentați, care asistați de experții internaționali au adaptat la specificul sistemului economic român metodele eficiente care să contribuie la îmbunătățirea performanțelor tehnico-economice și productivității în întreprinderi.
Dotarea Unității de Prelucrare Automată a Datelor din cadrul Centrului cu unul dintre cele mai moderne și performante calculatoare electronice existente pe plan internațional în acel moment, a permis desfășurarea unor cursuri post-universitare destinate formării specialiștilor din întreprinderi în următoarele domenii specifice: analiza de sisteme informatice, elaborarea programelor pentru calculatoarele electronice, administrarea și actualizarea sistemelor de operare (programatorii de sistem), organizarea și conducerea serviciilor de exploatare și de întreținere a echipamentelor din centrele de calcul. Majoritatea absolvenților acestor cursuri au devenit, în anii următori în care tehnica de calcul s-a răspândit în România, directori tehnici sau șefi de servicii în centrele de calcul, șefi de proiecte, cercetători.
Condițiile de studiu în regim rezidențial, de cazare, și de deservire a participanților au permis acestora să însușească noile metode și tehnici de conducere și organizare a întreprinderilor, și să le aplice cu rezultate eficiente în întreprinderile de unde proveneau. Programele de perfecționare nu conțineau nici un modul de îndoctrinare politică, condiție ce a fost acceptată de partea română la perfectarea acordului cu ONU. Participanții aveau create condiții pentru a se informa reciproc și a-și împărtăși propriile experiențe profesionale.
Rezultatele pozitive din primii doi ani de activitate a Centrului și aprecierile unanime ale foștilor cursanți au permis generalizarea procesului de perfecționare a conducerii și organizării întreprinderilor, prin crearea unei rețele de Centre departamentale de perfecționare a întreprinderilor, după modelul CEPECA, (unic în experiența proiectelor de asistență ONU), permițând generalizare și extinderea procesului de perfecționare la toate nivelele ierarhice.
Cererile, mereu crescânde ale întreprinderilor, de a fi asistate în implementarea diverselor proiecte de reorganizare a producției și a muncii, a făcut ca CEPECA să-și creeze un colectiv de experți care să acorde consultanță în management și să extindă aceste consultații de la întreprinderile-pilot, la alte întreprinderi. Specialitatea de consultant în management a fost acceptată oficial și CEPECA a trecut la organizarea primului program de Pregătire a Consultanților in Management.
De la 6 septembrie 1967 și până la 1 0ctombrie 1971, (data transferului CEPECA la Academia Ștefan Gheorghiu), au urmat Programele P1, P2 și P3, (Conducere generală, gestiune financiar-contabilă, organizare comercială, personal, Studiul muncii, organizarea producției) peste 2.000 directori și șefi de servicii din întreprinderi și  peste 2500 specialiști în informatică (Analiști de Sisteme, Programatori și Șefi de proiecte de specialitate), 20 Consultanți în Management.  La seminariile cu participare internațională, au luat parte peste 60 participanți din străinătate și peste 100 români.
Aprecierile asupra bunelor rezultate obținute de CEPECA, au fost exprimate de reprezentanții ONU (Conducerea PNUD/New York, conducerea BIM/Geneva, conducerea OMS/Geneva), de ambasadorii acreditați la București, de delegațiile parlamentare, de conducerile unor instituții de specialitate (universități, centre internaționale), delegați ai presei internaționale (R.F. Germană, Anglia, Austria) care au însoțit delegațiile oficiale.
Meritele conducerii Centrului și specialiștilor români au fost recompensate de ONU, PNUD și BIM prin invitarea acestora la seminarii și colocvii internaționale, și acordarea de responsabilități în misiunile acestora de asistență. Directorul CEPECA, Ion Niculescu, a fost membru al Grupului de Experți PNUD/BIM pentru elaborarea studiului „Necesitățile de perfecționare a cadrelor de conducere din țările în curs de dezvoltare” (iunie 1971 – iunie 1972), iar din iulie 1973 a devenit Expert ONU în cadrul unor diferite proiecte ONU pentru Africa, America Latină și Asia, apoi în perioada noiembrie 1979 – 19 iulie 1986 a fost Director al Programelor de la International Training Center of ILO de la Torino (Italia).

## 9. Desființarea Centrului și transferul parțial al activităților la Academia Ștefan Gheorghiu
Nu totdeauna aprecierilor din străinătate li s-au alăturat cele din țară unde, fie din invidie, fie din punct de vedere politic, succesele CEPECA au deranjat la un moment dat pe cei care inițial acceptaseră cooperarea cu ONU în acest domeniu. Încă de la începutul anului 1971, un activist de la Secția Economică a Comitetului Central al PCR, Mihai Anastasescu, își făcuse un obicei din a petrece săptămânal, două sau trei zile, vizitând CEPECA și informându-se despre organizarea activităților și conținutul programelor CEPECA. Asistența ONU intrase în ultimul an al valabilității sale. Enrico Pauli, excelentul șef al Proiectului CEPECA, a părăsit proiectul și a fost înlocuit cu unul dintre experții internaționali, Raymond Rabenold, ultimul expert BIM care va rămâne până la terminarea acordului tripartit (31 mai 1972); de asemenea, în conducerea CEPECA s-au făcut unele schimbări, directorul Vlad Necșulescu fiind înlocuit cu Mihai Dumitrescu, transferat de la Ministerul Muncii, iar Paul Constantinescu cu Valerie Marinescu, fost director tehnic la CEPECA. 
În luna septembrie o vizită inopinată a lui Miron Constantinescu la CEPECA, recent reabilitat de conducerea PCR, nu prevestea lucruri bune. Odată cu întoarcerea în țară dintr-o îndelungată vizită a lui Ceaușescu în China, inspirat din Revoluția culturală chineză, a condus la ideea că „un conducător de întreprindere trebuie să fie în primul rând un conducător politic”. Aceasta a impus reorganizarea Academiei Ștefan Gheorghiu, destinată pregătirii ideologice a cadrelor superioare și activiștilor de partid (după modelul Academiei Jdanov din Moscova) și la transferarea unor activități CEPECA în noua structură a Academiei, unde erau: rector Miron Constantinescu, prorectori Balaure, Mocuța, Hutira și Jean Beiu, acestuia din urmă fiindu-i subordonate unele dintre programele fostei CEPECA și un nou Institut de Conducerea Întreprinderilor condus de Mihai Anastasescu, devenit director al acestuia. Fostului director CEPECA i s-a acordat funcția onorifică de Secretar științific, post pe care l-a părăsit la 1 aprilie 1972, fiind transferat ca director general al Direcției de Organizare din Ministerul Educației și Învățământului, iar de la 1 iulie 1973 a devenit expert ONU.
După trecerea la Academia Ștefan Gheorghiu, în curriculumul programelor de perfecționare a conducătorilor din întreprinderi s-a introdus, cu o pondere de 10%, un modul ideologic de marxism–leninism, printre profesorii „emeriți” la această „disciplină” fiind Tudorel Postolache (actualmente academician), Hutira, iar printre asistenții acestora se număra și Virgil Astalosz, alias Virgil Măgureanu după 1989.
Asistența ONU a încetat la 31 mai 1972, iar Academia Ștefan Gheorghiu nu a mai obținut nici-o asistență de la ONU. Denumirea CEPECA nu a mai apărut în nici-un document oficial al Academiei, fiind folosită numai în cazul unor acțiuni, pentru consumarea restului de burse din acordul tripartit, neonorate până la data transferului CEPECA la Academie, precum și a celor 50.000 dolari SUA (vezi Seminarul YMCA), care au fost utilizați pentru vizita de studii de trei săptămâni a rectorului Leonte Răutu, înlocuitorul lui Miron Constantinescu, decedat, și a unuia dintre consilierii lui, Ion Tomescu, fost șef al colectivului Conducere generală de la CEPECA.
Fostul director-adjunct CEPECA (în ultimele luni de existență) Mihai Dumitrescu, a dezvoltat în cadrul Academiei Ștefan Gheorghiu o serie de programe pentru perfecționarea procurorilor și magistraților, folosind în mod oneros sigla CEPECA alterată ca „Centru de Perfecționare a cadrelor din Administrația de Stat” (vezi articolele critice din ziarul Ziua, documentar realizat de Silviu Alupei sub titlul Magistrați dresați de Securitate și publicat de Info News (http://www.infonews.ro Arhivat în 13 august 2020, la Wayback Machine.) „într-un program oferit magistraților colaboraționiști de către CEPECA, între anii 1982-1983......”). Acest centru nu are nici-o legătură cu CEPECA, instituția de prestigiu internațional creată prin acordul cu ONU din 1967 și desființată în octombrie 1971, prin transferul pe considerente politice la ASG. În cadrul proiectului România-ONU pentru înființarea și desfășurarea activității CEPECA, nu a existat profilul de specialitate pentru perfecționarea cadrelor din Administrația de Stat și nici nu s-au desfășurat programe pentru perfecționarea procurorilor și magistraților.
Majoritatea foștilor experți CEPECA au fost eliminați din Academia Ștefan Gheorghiu pe motive de „origine socială”, aceștia fiind eliminați cu ocazia purificărilor din decembrie 1982. Unitatea P.A.D. a continuat să mai funcționeze. Leonte Răutu a fost exclus din partid și din funcția de rector al Academiei, fiind înlocuit de Ion Popescu-„Dumnezeu”, care a rămas în funcție până la evenimentele din decembrie 1989.
La cererea noului guvern FSN, condus de Petre Roman, fostul director CEPECA, Ion Niculescu, a fost trimis de către directorul general BIM să acorde asistență pentru relansarea programelor de perfecționare a cadrelor de conducere în cadrul unui nou proiect PNUD/BIM. Lipsa de fonduri substanțiale ale PNUD din programul de asistență acordat României, disputele din cadrul guvernului român privind subordonarea noului proiect și intrigile foștilor experți CEPECA convertiți în fosta Academie Ștefan Gheorghiu, au făcut ca relansarea noului program să fie sortită eșecului. Fostul director CEPECA a elaborat proiectul noului acord, după o misiune de două săptămâni (7 – 21 mai 1990), pentru crearea Institutului Român de Management (IROMA). Institutul a început să funcționeze în vechiul complex de pe Str. Odăii la Nr.20, după mai multe schimbări ale conducerii și sub Mihai Dumitrescu, (care a reapărut după un an de la evenimentele din decembrie 1989). IROMA a fost transferat apoi într-o clădire a fostei Securități din str. Povernei, nr. 6-8. La 13 ianuarie 1990, prin Hotărârea nr. 42  a Guvernului României, publicată în Monitorul Oficial nr. 9 /14 ianuarie 1990, Centrul de perfecționare a cadrelor de conducere a trecut în subordinea Ministerului Economiei Naționale. Fostul complex CEPECA este astăzi sediul unei unități subordonate SRI, unde-și desfășoară activitatea Academia Națională de Informații.